# «Локомотив» (Новосибирск) в сезоне 2012/2013
«Локомотив» в сезоне 2012/2013 — статистика выступлений и деятельность клуба в Суперлиге чемпионата России по волейболу среди мужчин в сезоне 2012/13.

## Итоги прошедшего сезона (2011/2012)
По итогам сезона в Суперлиге команда «Локомотив» заняла 4-е место, проиграв матч за 3-е место «Искре». В розыгрыше Кубка России команда, одержав в финале победу над «Кузбассом» со счётом 3:0, второй год подряд завоёвывает трофей. В Лиге чемпионов «Локомотив» дошёл до четвертьфинала, где уступил турецкому «Аркасспору» в «золотом» сете.

## Хронология событий
- 29 июня 2012 г.  в столице Австрии Вене прошла жеребьёвка Европейской Лиги чемпионов. Вместе с «Локомотивом» в группе В выступают чемпионы своих первенств: Берлин (Германия), Будванска Ривьера (Черногория) и Йихострой (Чехия).
- 4—12 июля 2012 г.  Команда проводит первый учебно-тренировочный сбор в г. Белокуриха.
- 15—30 июля 2012 г.  Команда проводит второй учебно-тренировочный сбор в г. Анапа.
- 5 августа 2012 г.  «Локомотив» ознакомил болельщиков со стоимостью абонемента на все домашние игры: 4 500 рублей.
- август 2012 г. На Олимпиаде в Лондоне сборная России заняла первое место. В составе «золотой» команды играл игрок «Локомотива» Александр Бутько.
- 25—26 августа 2012 г. В Кемерово состоялся турнир, посвящённый празднованию Дня шахтёра: в полуфинале «Локомотив» переиграл «Енисей» — 3:1 (20:25, 25:13, 25:14, 25:22), «СДЮСШОР-Локомотив» проиграл «Кузбассу» — 1:3 (25:23, 15:25, 17:25, 23:25). В матче за 3-е место «СДЮСШОР-Локомотив» обыграл «Енисей» — 3:0 (25:22, 25:16, 25:20), в финальном матче «Локомотив» проиграл «Кузбассу» — 1:3 (25:17, 17:25, 20:25, 21:25)
- 17 марта 2013 г.  «Локомотив», одержав победу в финале над итальянским «Кунео», впервые в своей истории стал победителем лиги чемпионов. По итогам турнира были определены лучшие игроки, из них волейболистам «Локомотива» были присуждены следующие призы[1]:
  - MVP и самый результативный — Маркус Нильссон
  - Лучший связующий — Александр Бутько
- 8 мая 2013 г.  «Локомотив» завершил сезон, выиграв «Факел» в серии за 5-е место (2-0). Итоговый результат в чемпионате России сезона 2012/13 — 5-е место.

## Трансферная политика

### Пришли
| Поз. | Игрок             | Прежний клуб        |
| ---- | ----------------- | ------------------- |
| Доиг | Туомас Саммельвуо | «Умбрия»            |
| Цб   | Александр Гуцалюк | «Зенит»             |
| Цб   | Вячеслав Махортов | «Кузбасс»           |
| Доиг | Игорь Шулепов     | «Локомотив-Изумруд» |
| Диаг | Клейтон Стэнли    | «Урал»              |
| Диаг | Маркус Нильссон   | «Фарт»              |

### Ушли
| Поз. | Игрок                | Новый клуб      |
| ---- | -------------------- | --------------- |
| Цб   | Райан Миллар         |                 |
| Доиг | Антон Дубровин       | «Кузбасс»       |
| Цб   | Андрей Ащев          | «Урал»          |
| Цб   | Александр Кривец     | «Динамо» Москва |
| Диаг | Майкл Санчес Божулев | «Аль-Райан»     |

## Чемпионат России

### Предварительный турнир
Синяя группа

#### 1 тур
| 29 сентября 2012 года отчёт 18:00MSK | Зенит | 3 : 2 (22:25, 21:25, 25:18, 25:16, 15:10) | Локомотив | Центр волейбола «Санкт-Петербург», Казань Зрителей: 2000 |

| Отчёт | Отчёт | Отчёт | Отчёт | Отчёт |
| --- | ----- | --- | ----- | ----- |
| |       | |       |       |
| |       | |       |       |
| |       | |       |       |
| Михайлов (23) Андерсон (16) Апаликов (14) Бережко (12) Абросимов (10) Черемисин (3) Сивожелез (2) Вермильо (1) Бабичев (1) |       | Нильссон (17) Вольвич (9) Дивиш (8) Гуцалюк (8) Бирюков (7) Воронков (6) Бутько (5) Зубков (1) Махортов (0) Жилин (0) Шулепов (0) Голубев (л) Сиденко (л) |       |       |
| |       | |       |       |
| |       | |       |       |
| |       | |       |       |
| |       | |       |       |
| |       | |       |       |

| Зенит |                         | Локомотив |
| ----- | ----------------------- | --------- |
| 9     | Подача (очки)           | 8         |
| 57    | Атака (очки)            | 40        |
| 16    | Блок (очки)             | 13        |
| 26    | Ошибки соперника (очки) | 33        |

Время матча — 2 час 03 минуты. Лучшие игроки матча по версии газеты Спорт-Экспресс: 1.Михайлов (З), 2.Бутько (Л), 3.Апаликов (З)

#### 2 тур
| 3 октября 2012 года отчёт MSK | Белогорье | 2 : 3 (25:21, 16:25, 24:26, 25:19, 12:15) | Локомотив | Дворец спорта «Космос», Белгород |

| Отчёт | Отчёт | Отчёт | Отчёт | Отчёт |
| --- | ----- | --- | ----- | ----- |
| |       | |       |       |
| |       | |       |       |
| |       | |       |       |
| Грозер (20) Мусэрский (14) Ильиных (9) Жигалов (8) Хтей (7) Кузнецов (6) Ханилов (6) Косарев (4) Тетюхин (4) Кампа (1) |       | Нильссон (30) Бирюков (14) Гуцалюк (11) Вольвич (9) Дивиш (7) Бутько (2) Шулепов (1) Воронков (0) Зубков (0) Жилин (0) Голубев (л) |       |       |
| |       | |       |       |
| |       | |       |       |
| |       | |       |       |
| |       | |       |       |
| |       | |       |       |

| Белогорье |                         | Локомотив |
| --------- | ----------------------- | --------- |
| 8         | Подача (очки)           | 6         |
| 60        | Атака (очки)            | 50        |
| 11        | Блок (очки)             | 18        |
| 23        | Ошибки соперника (очки) | 32        |

Время матча — 2 час 07 минут. Лучшие игроки матча по версии газеты Спорт-Экспресс: 1.Нильссон (Л), 2.Гуцалюк (Л), 3.Мусэрский (Б)

#### 3 тур
| 6 октября 2012 года отчёт 14:00MSK | Локомотив | 3 : 1 (25:20, 23:25, 25:15, 25:23) | Искра | СКК «Север», Новосибирск |

| Отчёт | Отчёт | Отчёт | Отчёт | Отчёт |
| --- | ----- | --- | ----- | ----- |
| |       | |       |       |
| |       | |       |       |
| |       | |       |       |
| Нильссон (23) Дивиш (12) Бирюков (11) Гуцалюк (9) Вольвич (5) Бутько (4) Воронков (0) Жилин (0) Голубев (л) |       | Шмитт (14) Козлов (12) Кулешов (10) Калинин (8) Бурцев (7) Рэдвитс (2) Лесик (2) Яковлев (2) Березин (1) |       |       |
| |       | |       |       |
| |       | |       |       |
| |       | |       |       |
| |       | |       |       |
| |       | |       |       |

| Локомотив |                         | Искра |
| --------- | ----------------------- | ----- |
| 4         | Подача (очки)           | 7     |
| 48        | Атака (очки)            | 44    |
| 12        | Блок (очки)             | 7     |
| 34        | Ошибки соперника (очки) | 25    |

Время матча — 2 часа. Лучшие игроки матча по версии газеты Спорт-Экспресс: 1.Нильссон (Л), 2.Бутько (Л), 3.Козлов (И)

#### 4 тур
| 10 октября 2012 года отчёт 17:00MSK | Газпром-Югра | 0 : 3 (20:25, 23:25, 21:25) | Локомотив | СК «Премьер-Арена», Сургут |

| Отчёт                                                                                 | Отчёт | Отчёт | Отчёт | Отчёт |
| ------------------------------------------------------------------------------------- | ----- | --- | ----- | ----- |
|                                                                                       |       | |       |       |
|                                                                                       |       | |       |       |
|                                                                                       |       | |       |       |
| Родичев (15) Тодоров (9) Мысин (8) Алексиев (6) Смоляр (5) Пархута (3) Хабибуллин (2) |       | Нильссон (19) Дивиш (12) Бирюков (8) Гуцалюк (7) Вольвич (6) Бутько (4) Воронков (0) Жилин (0) Голубев (л) |       |       |
|                                                                                       |       | |       |       |
|                                                                                       |       | |       |       |
|                                                                                       |       | |       |       |
|                                                                                       |       | |       |       |
|                                                                                       |       | |       |       |

| Газпром |                         | Локомотив |
| ------- | ----------------------- | --------- |
| 4       | Подача (очки)           | 8         |
| 35      | Атака (очки)            | 40        |
| 9       | Блок (очки)             | 8         |
| 15      | Ошибки соперника (очки) | 19        |

Время матча — 1 час 25 минут. Лучшие игроки матча по версии газеты Спорт-Экспресс: 1.Нильссон (Л), 2.Дивиш (Л), 3.Бутько (Л)

#### 5 тур
| 27 октября 2012 года отчёт 14:00MSK | Локомотив | 3 : 0 (25:17, 25:13, 25:21) | Грозный | СКК «Север», Новосибирск |

| Отчёт | Отчёт | Отчёт                                                                     | Отчёт | Отчёт |
| --- | ----- | ------------------------------------------------------------------------- | ----- | ----- |
| |       |                                                                           |       |       |
| |       |                                                                           |       |       |
| |       |                                                                           |       |       |
| Бирюков (14) Нильссон (12) Гуцалюк (8) Вольвич (7) Дивиш (5) Воронков (1) Шулепов (1) Зубков (0) Бутько (0) Голубев (л) Сиденко (л) |       | Бестужев (19) Рыков (7) Мосолкин (4) Антипкин (3) Тохташ (1) Костюхин (1) |       |       |
| |       |                                                                           |       |       |
| |       |                                                                           |       |       |
| |       |                                                                           |       |       |
| |       |                                                                           |       |       |
| |       |                                                                           |       |       |

| Локомотив |                         | Грозный |
| --------- | ----------------------- | ------- |
| 7         | Подача (очки)           | 2       |
| 36        | Атака (очки)            | 30      |
| 5         | Блок (очки)             | 3       |
| 27        | Ошибки соперника (очки) | 16      |

Время матча — 1 час 04 минуты. Лучшие игроки матча по версии газеты Спорт-Экспресс: 1.Нильссон (Л), 2.Бирюков (Л), 3.Гуцалюк (Л)

#### 6 тур
| 4 ноября 2012 года отчёт 15:30MSK | Локомотив | 3 : 1 (22:25, 29:27, 25:17, 25:22) | Динамо (Кр) | СКК «Север», Новосибирск |

| Отчёт | Отчёт | Отчёт                                                                        | Отчёт | Отчёт |
| --- | ----- | ---------------------------------------------------------------------------- | ----- | ----- |
| |       |                                                                              |       |       |
| |       |                                                                              |       |       |
| |       |                                                                              |       |       |
| Нильссон (21) Дивиш (15) Бирюков (14) Вольвич (13) Гуцалюк (2) Зубков (2) Жилин (1) Воронков (0) Махортов (0) Голубев (л) |       | Земченок (20) Мочалов (15) Факундо (13) Хильченко (10) Червяков (6) Чаус (1) |       |       |
| |       |                                                                              |       |       |
| |       |                                                                              |       |       |
| |       |                                                                              |       |       |
| |       |                                                                              |       |       |
| |       |                                                                              |       |       |

| Локомотив |                         | Динамо |
| --------- | ----------------------- | ------ |
| 6         | Подача (очки)           | 1      |
| 49        | Атака (очки)            | 52     |
| 13        | Блок (очки)             | 12     |
| 33        | Ошибки соперника (очки) | 26     |

Время матча — 2 часа. Лучшие игроки матча по версии газеты Спорт-Экспресс: 1.Дивиш (Л), 2.Нильссон (Л), 3.Хильченко (Д)

#### 7 тур
| 17 ноября 2012 года отчёт 16:00MSK | Урал | 0 : 3 (19:25, 26:28, 16:25) | Локомотив | СДК «Динамо», Уфа |

| Отчёт | Отчёт | Отчёт | Отчёт | Отчёт |
| --- | ----- | --- | ----- | ----- |
| |       | |       |       |
| |       | |       |       |
| |       | |       |       |
| Спиридонов (14) Ащев (11) Максимов (10) Абрамов (3) Жлоба (2) Казаков (1) Алексеев (1) Самойленко (1) Пантелеймоненко (1) |       | Нильссон (22) Дивиш (10) Бирюков (8) Гуцалюк (8) Вольвич (5) Бутько (2) Воронков (0) Жилин (0) Голубев (л) |       |       |
| |       | |       |       |
| |       | |       |       |
| |       | |       |       |
| |       | |       |       |
| |       | |       |       |

| Урал |                         | Локомотив |
| ---- | ----------------------- | --------- |
| 4    | Подача (очки)           | 6         |
| 32   | Атака (очки)            | 40        |
| 8    | Блок (очки)             | 9         |
| 17   | Ошибки соперника (очки) | 23        |

Время матча — 1 час 18 минута. Лучшие игроки матча по версии газеты Спорт-Экспресс: 1.Нильссон (Л), 2.Дивиш (Л), 3.Гуцалюк (Л)

#### 8 тур
| 25 ноября 2012 года отчёт 14:00MSK | Локомотив | 3 : 1 (25:18, 27:29, 25:18, 25:18) | Кузбасс | СКК «Север», Новосибирск |

| Отчёт | Отчёт | Отчёт                                                                            | Отчёт | Отчёт |
| --- | ----- | -------------------------------------------------------------------------------- | ----- | ----- |
| |       |                                                                                  |       |       |
| |       |                                                                                  |       |       |
| |       |                                                                                  |       |       |
| Нильссон (22) Дивиш (20) Бирюков (17) Вольвич (8) Бутько (5) Гуцалюк (2) Махортов (1) Воронков (0) Голубев (л) |       | Мороз (21) Андрэ (16) Туиа (11) Порошин (6) Щербаков (6) Дубровин (2) Ушаков (1) |       |       |
| |       |                                                                                  |       |       |
| |       |                                                                                  |       |       |
| |       |                                                                                  |       |       |
| |       |                                                                                  |       |       |
| |       |                                                                                  |       |       |

| Локомотив |                         | Кузбасс |
| --------- | ----------------------- | ------- |
| 8         | Подача (очки)           | 4       |
| 55        | Атака (очки)            | 54      |
| 12        | Блок (очки)             | 5       |
| 27        | Ошибки соперника (очки) | 20      |

Время матча — 1 час 48 минут. Лучшие игроки матча по версии газеты Спорт-Экспресс: 1.Дивиш (Л), 2.Нильссон (Л), 3.Бирюков (Л)

#### 9 тур
| 1 декабря 2012 года отчёт 22:00MSK | Шахтер | 0 : 3 (19:25, 13:25, 21:25) | Локомотив | Спортивно-зрелищный комплекс, Солигорск |

| Отчёт                                                                                                | Отчёт | Отчёт | Отчёт | Отчёт |
| --- | ----- | --- | ----- | ----- |
| |       | |       |       |
| |       | |       |       |
| |       | |       |       |
| Немер (9) Миклашевич (7) Левченко (7) Авдоченко (5) Удрис (5) Симеонов (3) Драпчинский (3) Боала (1) |       | Нильссон (13) Вольвич (13) Дивиш (10) Гуцалюк (9) Бирюков (7) Бутько (4) Воронков (0) Голубев (л) Сиденко (л) |       |       |
| |       | |       |       |
| |       | |       |       |
| |       | |       |       |
| |       | |       |       |
| |       | |       |       |

| Шахтёр |                         | Локомотив |
| ------ | ----------------------- | --------- |
| 1      | Подача (очки)           | 5         |
| 35     | Атака (очки)            | 44        |
| 4      | Блок (очки)             | 7         |
| 13     | Ошибки соперника (очки) | 19        |

Время матча — 1 час 12 минут. Лучшие игроки матча по версии газеты Спорт-Экспресс: 1.Вольвич (Л), 2.Нильссон (Л), 3.Бутько (Л)

#### 10 тур
| 8 декабря 2012 года отчёт 17:00MSK | Ярославич | 0 : 3 (23:25, 17:25, 22:25) | Локомотив | СОК «Атлант», Ярославль |

| Отчёт                                                                                                   | Отчёт | Отчёт | Отчёт | Отчёт |
| --- | ----- | --- | ----- | ----- |
| |       | |       |       |
| |       | |       |       |
| |       | |       |       |
| Филиппов (10) Логунов (10) Колесник (10) Куликовский (4) Тавасиев (3) Зайцев (2) Юдин (1) Плужников (1) |       | Нильссон (17) Бирюков (10) Вольвич (8) Гуцалюк (6) Дивиш (4) Бутько (3) Шулепов (3) Воронков (0) Голубев (л) Сиденко (л) |       |       |
| |       | |       |       |
| |       | |       |       |
| |       | |       |       |
| |       | |       |       |
| |       | |       |       |

| Ярославич |                         | Локомотив |
| --------- | ----------------------- | --------- |
| 9         | Подача (очки)           | 1         |
| 31        | Атака (очки)            | 39        |
| 1         | Блок (очки)             | 11        |
| 21        | Ошибки соперника (очки) | 24        |

Время матча — 1 час 13 минут. Лучшие игроки матча по версии газеты Спорт-Экспресс: 1.Нильссон (Л), 2.Бирюков (Л), 3.Бутько (Л)

#### 11 тур
| 16 декабря 2012 года отчёт 13:00MSK | Локомотив | 2 : 3 (25:15, 20:25, 22:25, 25:19, 12:15) | Зенит | СКК «Север», Новосибирск Зрителей: 3000 |

| Отчёт | Отчёт | Отчёт                                                                                             | Отчёт | Отчёт |
| --- | ----- | ------------------------------------------------------------------------------------------------- | ----- | ----- |
| |       |                                                                                                   |       |       |
| |       |                                                                                                   |       |       |
| |       |                                                                                                   |       |       |
| Нильссон (24) Дивиш (17) Вольвич (11) Бирюков (10) Гуцалюк (9) Жилин (6) Бутько (1) Воронков (0) Голубев (л) |       | Андерсон (19) Михайлов (19) Сивожелез (17) Абросимов (10) Апаликов (7) Вермильо (2) Черемисин (1) |       |       |
| |       |                                                                                                   |       |       |
| |       |                                                                                                   |       |       |
| |       |                                                                                                   |       |       |
| |       |                                                                                                   |       |       |
| |       |                                                                                                   |       |       |

| Локомотив |                         | Зенит |
| --------- | ----------------------- | ----- |
| 9         | Подача (очки)           | 5     |
| 60        | Атака (очки)            | 61    |
| 9         | Блок (очки)             | 9     |
| 26        | Ошибки соперника (очки) | 24    |

Время матча — 2 часа 02 минуты. Лучшие игроки матча по версии газеты Спорт-Экспресс: 1.Михайлов (З), 2.Бутько (Л), 3.Андерсон (З)

#### 12 тур
| 9 января 2013 года отчёт 15:30MSK | Локомотив | 3 : 1 (25:20, 22:25, 25:14, 25:15) | Локомотив (Хар) | СКК «Север», Новосибирск |

| Отчёт | Отчёт | Отчёт                                                                                      | Отчёт | Отчёт |
| --- | ----- | ------------------------------------------------------------------------------------------ | ----- | ----- |
| |       |                                                                                            |       |       |
| |       |                                                                                            |       |       |
| |       |                                                                                            |       |       |
| Нильссон (27) Вольвич (15) Бирюков (12) Дивиш (6) Гуцалюк (6) Бутько (5) Жилин (4) Воронков (1) Голубев (л) Сиденко (л) |       | Тютлин (18) Ерещенко (12) Иванов (10) Теременко (8) Рудницкий (6) Сторожилов (3) Дрозд (1) |       |       |
| |       |                                                                                            |       |       |
| |       |                                                                                            |       |       |
| |       |                                                                                            |       |       |
| |       |                                                                                            |       |       |
| |       |                                                                                            |       |       |

| Новосиб |                         | Харьк |
| ------- | ----------------------- | ----- |
| 10      | Подача (очки)           | 10    |
| 53      | Атака (очки)            | 44    |
| 13      | Блок (очки)             | 4     |
| 21      | Ошибки соперника (очки) | 17    |

Время матча — 1 час 37 минут. Лучшие игроки матча по версии газеты Спорт-Экспресс: 1.Нильссон (ЛН), 2.Бутько (ЛН), 3.Вольвич (ЛН)

#### 13 тур
| 12 января 2013 года отчёт 14:00 MSK | Локомотив | 0 : 3 (22:25, 21:25, 23:25) | Газпром-Югра | СКК «Север», Новосибирск |

| Отчёт | Отчёт | Отчёт                                                                                               | Отчёт | Отчёт |
| --- | ----- | --------------------------------------------------------------------------------------------------- | ----- | ----- |
| |       | |       |       |
| |       | |       |       |
| |       | |       |       |
| Нильссон (14) Дивиш (8) Вольвич (7) Гуцалюк (7) Бирюков (6) Бутько (5) Жилин (3) Зубков (1) Воронков (0) Леоненко (0) Голубев (л) |       | Родичев (12) Алексиев (11) Мысин (10) Тодоров (9) Смоляр (8) Хабибуллин (4) Леонтьев (1) Шульга (1) |       |       |
| |       | |       |       |
| |       | |       |       |
| |       | |       |       |
| |       | |       |       |
| |       | |       |       |

| Локомотив |                         | ГазпЮгр |
| --------- | ----------------------- | ------- |
| 6         | Подача (очки)           | 6       |
| 37        | Атака (очки)            | 41      |
| 3         | Блок (очки)             | 9       |
| 20        | Ошибки соперника (очки) | 19      |

Время матча — 1 час 25 минут. Лучшие игроки матча по версии газеты Спорт-Экспресс: 1.Тодоров (Г), 2.Алексиев (Г), 3.Хабибуллин (Г)

#### 14 тур
| 19 января 2013 года отчёт 15:00MSK | Прикамье | 1 : 3 (17:25, 27:25, 13:25, 18:25) | Локомотив | СК им. В.П. Сухарева, Пермь |

| Отчёт | Отчёт | Отчёт | Отчёт | Отчёт |
| --- | ----- | --- | ----- | ----- |
| |       | |       |       |
| |       | |       |       |
| |       | |       |       |
| Лихошерстов (11) Захаров (10) Коннов (8) Никитин (7) Д.Ковалев (4) А.Ковалев (4) Козицын (3) Карпенко (3) |       | Нильссон (17) Дивиш (11) Жилин (11) Вольвич (10) Гуцалюк (8) Бирюков (3) Бутько (1) Зубков (1) Воронков (0) Сиденко (л) Голубев (л) |       |       |
| |       | |       |       |
| |       | |       |       |
| |       | |       |       |
| |       | |       |       |
| |       | |       |       |

| Прикамье |                         | Локомотив |
| -------- | ----------------------- | --------- |
| 7        | Подача (очки)           | 9         |
| 37       | Атака (очки)            | 41        |
| 6        | Блок (очки)             | 12        |
| 25       | Ошибки соперника (очки) | 38        |

Время матча — 1 час 36 минут. Лучшие игроки матча по версии газеты Спорт-Экспресс: 1.Гуцалюк (Л), 2.Нильссон (Л), 3.Вольвич (Л)

#### 15 тур
| 26 января 2013 года отчёт 14:00MSK | Локомотив | 1 : 3 (21:25, 25:23, 21:25, 25:27) | Белогорье | СКК «Север», Новосибирск |

| Отчёт | Отчёт | Отчёт | Отчёт | Отчёт |
| --- | ----- | --- | ----- | ----- |
| |       | |       |       |
| |       | |       |       |
| |       | |       |       |
| Нильссон (13) Бирюков (12) Дивиш (11) Гуцалюк (10) Вольвич (8) Воронков (5) Зубков (4) Жилин (0) Леоненко (0) Голубев (л) |       | Мусэрский (23) Грозер (15) Хтей (9) Кузнецов (8) Тетюхин (6) Макаров (2) Косарев (2) Фоменко (2) Ильиных (2) Жигалов (2) |       |       |
| |       | |       |       |
| |       | |       |       |
| |       | |       |       |
| |       | |       |       |
| |       | |       |       |

| Локомотив |                         | Белогорье |
| --------- | ----------------------- | --------- |
| 7         | Подача (очки)           | 11        |
| 43        | Атака (очки)            | 48        |
| 13        | Блок (очки)             | 12        |
| 29        | Ошибки соперника (очки) | 29        |

Время матча — 1 час 54 минуты. Лучшие игроки матча по версии газеты Спорт-Экспресс: 1.Мусэрский (Б), 2.Грозер (Б), 3.Гуцалюк (Л)

#### 16 тур
| 30 января 2013 года отчёт 16:00 MSK | Кузбасс | 1 : 3 (25:22, 23:25, 18:25, 23:25) | Локомотив | СК «Горняк», Кемерово |

| Отчёт                                                                                                  | Отчёт | Отчёт | Отчёт | Отчёт |
| --- | ----- | --- | ----- | ----- |
| |       | |       |       |
| |       | |       |       |
| |       | |       |       |
| Мороз (14) Андрэ (13) Тарасов (10) Туиа (9) Шестак (5) Щербаков (5) Ушаков (2) Кургузов (1) Багрей (1) |       | Бирюков (17) Дивиш (14) Нильссон (13) Гуцалюк (12) Вольвич (11) Зубков (4) Жилин (1) Воронков (0) Осипов (0) Голубев (л) Сиденко (л) |       |       |
| |       | |       |       |
| |       | |       |       |
| |       | |       |       |
| |       | |       |       |
| |       | |       |       |

| Кузбасс |                         | Локомотив |
| ------- | ----------------------- | --------- |
| 5       | Подача (очки)           | 6         |
| 50      | Атака (очки)            | 51        |
| 5       | Блок (очки)             | 15        |
| 29      | Ошибки соперника (очки) | 25        |

Время матча — 1 час 53 минуты. Лучшие игроки матча по версии газеты Спорт-Экспресс: 1.Бирюков (Л), 2.Дивиш (Л), 3.Зубков (Л)

#### 17 тур
| 2 февраля 2013 года отчёт 16:00MSK | Факел | 3 : 1 (20:25, 25:23, 25:14, 27:25) | Локомотив | КСЦ «Газодобытчик», Новый Уренгой |

| Отчёт                                                                       | Отчёт | Отчёт | Отчёт | Отчёт |
| --------------------------------------------------------------------------- | ----- | --- | ----- | ----- |
|                                                                             |       | |       |       |
|                                                                             |       | |       |       |
|                                                                             |       | |       |       |
| Мельник (17) Бекетов (17) Титич (11) Асташенков (10) Мосов (8) Красиков (2) |       | Нильссон (21) Дивиш (17) Бирюков (16) Вольвич (6) Гуцалюк (5) Жилин (4) Зубков (3) Воронков (0) Осипов (0) Голубев (л) Сиденко (л) |       |       |
|                                                                             |       | |       |       |
|                                                                             |       | |       |       |
|                                                                             |       | |       |       |
|                                                                             |       | |       |       |
|                                                                             |       | |       |       |

| Факел |                         | Локомотив |
| ----- | ----------------------- | --------- |
| 4     | Подача (очки)           | 7         |
| 52    | Атака (очки)            | 56        |
| 9     | Блок (очки)             | 9         |
| 32    | Ошибки соперника (очки) | 15        |

Время матча — 1 час 53 минуты. Лучшие игроки матча по версии газеты Спорт-Экспресс: 1.Бекетов (Ф), 2.Мельник (Ф), 3.Нильссон (Л)

#### 18 тур
| 9 февраля 2013 года отчёт 14:00MSK | Локомотив | 1 : 3 (26:28, 25:21, 20:25, 23:25) | Урал | СКК «Север», Новосибирск |

| Отчёт | Отчёт | Отчёт                                                                                              | Отчёт | Отчёт |
| --- | ----- | -------------------------------------------------------------------------------------------------- | ----- | ----- |
| |       | |       |       |
| |       | |       |       |
| |       | |       |       |
| Нильссон (22) Бирюков (19) Жилин (9) Вольвич (8) Гуцалюк (8) Зубков (4) Дивиш (3) Воронков (0) Осипов (0) Голубев (л) |       | Виссотто (22) Спиридонов (18) Абрамов (10) Ащев (9) Самойленко (8) Фаласка (3) Пантелеймоненко (2) |       |       |
| |       | |       |       |
| |       | |       |       |
| |       | |       |       |
| |       | |       |       |
| |       | |       |       |

| Локомотив |                         | Урал |
| --------- | ----------------------- | ---- |
| 7         | Подача (очки)           | 7    |
| 59        | Атака (очки)            | 54   |
| 7         | Блок (очки)             | 11   |
| 21        | Ошибки соперника (очки) | 27   |

Время матча — 1 час 52 минуты. Лучшие игроки матча по версии газеты Спорт-Экспресс: 1.Самойленко (У), 2.Виссотто (У), 3.Нильссон (Л)

#### 19 тур
| 17 февраля 2013 года отчёт 14:00MSK | Локомотив | 3 : 0 (25:21, 25:18, 25:19) | Динамо (М) | СКК «Север», Новосибирск |

| Отчёт | Отчёт | Отчёт                                                                                            | Отчёт | Отчёт |
| --- | ----- | ------------------------------------------------------------------------------------------------ | ----- | ----- |
| |       |                                                                                                  |       |       |
| |       |                                                                                                  |       |       |
| |       |                                                                                                  |       |       |
| Нильссон (15) Бирюков (12) Дивиш (11) Гуцалюк (7) Вольвич (6) Зубков (2) Жилин (1) Воронков (0) Голубев (л) |       | Маркин (11) Болдырев (7) Щадилов (6) Кривец (6) Круглов (4) Курек (3) Гранкин (2) Афиногенов (1) |       |       |
| |       |                                                                                                  |       |       |
| |       |                                                                                                  |       |       |
| |       |                                                                                                  |       |       |
| |       |                                                                                                  |       |       |
| |       |                                                                                                  |       |       |

| Локомотив |                         | Динамо |
| --------- | ----------------------- | ------ |
| 4         | Подача (очки)           | 1      |
| 43        | Атака (очки)            | 34     |
| 7         | Блок (очки)             | 5      |
| 21        | Ошибки соперника (очки) | 18     |

Время матча — 1 час 16 минут. Лучшие игроки матча по версии газеты Спорт-Экспресс: 1.Нильссон (Л), 2.Бирюков (Л), 3.Дивиш (Л)

#### 20 тур
| 5 марта 2013 года отчёт 17:00MSK | Грозный | 0 : 3 (21:25, 22:25, 20:25) | Локомотив | Зал Кисловодского гуманитарно-технического института, Кисловодск |

| Отчёт | Отчёт | Отчёт | Отчёт | Отчёт |
| --- | ----- | --- | ----- | ----- |
| |       | |       |       |
| |       | |       |       |
| |       | |       |       |
| Шипотько (15) Тохташ (7) Андрианов (5) Антипкин (5) Шадинов (2) Арсабиев (1) Бестужев (1) Барсук (1) Мосолкин (1) |       | Нильссон (17) Бирюков (9) Бутько (8) Дивиш (6) Гуцалюк (6) Вольвич (4) Жилин (4) Махортов (4) Воронков (0) Голубев (л) |       |       |
| |       | |       |       |
| |       | |       |       |
| |       | |       |       |
| |       | |       |       |
| |       | |       |       |

| Грозный |                         | Локомотив |
| ------- | ----------------------- | --------- |
| 5       | Подача (очки)           | 4         |
| 26      | Атака (очки)            | 42        |
| 7       | Блок (очки)             | 12        |
| 25      | Ошибки соперника (очки) | 17        |

Время матча — 1 час 16 минут. Лучшие игроки матча по версии газеты Спорт-Экспресс: 1.Нильссон (Л), 2.Бутько (Л), 3.Гуцалюк (Л)

#### 21 тур
| 10 марта 2013 года отчёт 15:00MSK | Губерния | 3 : 1 (17:25, 25:23, 25:23, 25:22) | Локомотив | СК «Заречье», Нижний Новгород |

| Отчёт                                                                         | Отчёт | Отчёт | Отчёт | Отчёт |
| ----------------------------------------------------------------------------- | ----- | --- | ----- | ----- |
|                                                                               |       | |       |       |
|                                                                               |       | |       |       |
|                                                                               |       | |       |       |
| Павлов (31) Савин (16) Никич (10) Сычев (5) Лямин (4) Шулепов (2) Шульгин (1) |       | Бирюков (23) Нильссон (21) Гуцалюк (11) Вольвич (8) Дивиш (7) Бутько (4) Махортов (1) Леоненко (1) Воронков (0) Голубев (л) Сиденко (л) |       |       |
|                                                                               |       | |       |       |
|                                                                               |       | |       |       |
|                                                                               |       | |       |       |
|                                                                               |       | |       |       |
|                                                                               |       | |       |       |

| Губерния |                         | Локомотив |
| -------- | ----------------------- | --------- |
| 4        | Подача (очки)           | 6         |
| 60       | Атака (очки)            | 58        |
| 5        | Блок (очки)             | 12        |
| 23       | Ошибки соперника (очки) | 17        |

Время матча — 1 час 53 минуты. Лучшие игроки матча по версии газеты Спорт-Экспресс: 1.Павлов (Г), 2.Савин (Г), 3.Бирюков (Л)

#### 22 тур
| 27 марта 2013 года отчёт 16:00MSK | Локомотив | 3 : 0 (25:10, 25:19, 25:19) | Ярославич | СКК «Север», Новосибирск |

| Отчёт                                                                                            | Отчёт | Отчёт | Отчёт | Отчёт |
| ------------------------------------------------------------------------------------------------ | ----- | --- | ----- | ----- |
|                                                                                                  |       | |       |       |
|                                                                                                  |       | |       |       |
|                                                                                                  |       | |       |       |
| Жилин (11) Бирюков (10) Гуцалюк (9) Вольвич (8) Нильссон (5) Воронков (5) Бутько (4) Голубев (л) |       | Бойич (8) Плужников (8) Логунов (4) Пятак (3) Колесник (2) Иванов (1) Зайцев (1) Куликовский (1) Тавасиев (1) |       |       |
|                                                                                                  |       | |       |       |
|                                                                                                  |       | |       |       |
|                                                                                                  |       | |       |       |
|                                                                                                  |       | |       |       |
|                                                                                                  |       | |       |       |

| Локомотив |                         | Ярославич |
| --------- | ----------------------- | --------- |
| 10        | Подача (очки)           | 1         |
| 31        | Атака (очки)            | 26        |
| 11        | Блок (очки)             | 2         |
| 23        | Ошибки соперника (очки) | 14        |

Время матча — 1 час 05 минут. Лучшие игроки матча по версии газеты Спорт-Экспресс: 1.Жилин (Л), 2.Бутько (Л), 3.Вольвич (Л)

#### Движение команды по турам
| 6 |

| 5 |

| 4 |

| 3 |

| 1 |

| 2 |

| 2 |

| 1 |

| 1 |

| 1 |

| 1 |

| 1 |

| 2 |

| 2 |

| 2 |

| 2 |

| 2 |

| 2 |

| 2 |

| 2 |

| 2 |

| 2 |

| Суперлига | Место в таблице |

| Суперлига | Место в таблице |

#### Турнирная таблица
|                              | И  | В  | П  | 3:0 | 3:1 | 3:2 | 2:3 | 1:3 | 0:3 | С/П   | О  |
| ---------------------------- | -- | -- | -- | --- | --- | --- | --- | --- | --- | ----- | -- |
| 1. «Зенит» (Казань)          | 22 | 19 | 3  | 9   | 5   | 5   | 2   | 0   | 1   | 61:24 | 54 |
| 2. «Локомотив» (Новосибирск) | 22 | 15 | 7  | 8   | 6   | 1   | 2   | 4   | 1   | 53:29 | 46 |
| 3. «Урал» (Уфа)              | 22 | 16 | 6  | 6   | 5   | 5   | 2   | 3   | 1   | 55:33 | 45 |
| 4. «Белогорье» (Белгород)    | 22 | 15 | 7  | 7   | 3   | 5   | 4   | 1   | 2   | 54:34 | 44 |
| 5. «Газпром-Югра» (Сургут)   | 22 | 12 | 10 | 5   | 5   | 2   | 2   | 3   | 5   | 43:39 | 36 |
| 6. «Кузбасс» (Кемерово)      | 22 | 9  | 13 | 1   | 3   | 5   | 3   | 6   | 4   | 39:52 | 25 |
| 7. «Грозный»                 | 22 | 5  | 17 | 1   | 2   | 2   | 3   | 5   | 9   | 26:57 | 16 |
| 8. «Ярославич» (Ярославль)   | 22 | 3  | 19 | 0   | 2   | 1   | 3   | 7   | 9   | 22:61 | 11 |

### 1/4 финала
| 13 апреля 2013 года отчёт 13:00MSK | Локомотив | 3 : 1 (22:25, 25:18, 25:18, 25:14) | Белогорье | СКК «Север», Новосибирск |

| Отчёт                                                                                             | Отчёт | Отчёт | Отчёт | Отчёт |
| ------------------------------------------------------------------------------------------------- | ----- | --- | ----- | ----- |
|                                                                                                   |       | |       |       |
|                                                                                                   |       | |       |       |
|                                                                                                   |       | |       |       |
| Жилин (16) Воронков (15) Бирюков (12) Вольвич (9) Гуцалюк (8) Бутько (3) Нильссон (2) Голубев (л) |       | Мусэрский (12) Грозер (9) Хтей (6) Тетюхин (4) Ханилов (4) Ильиных (3) Макаров (1) Косарев (1) Жигалов (1) Дафф (1) |       |       |
|                                                                                                   |       | |       |       |
|                                                                                                   |       | |       |       |
|                                                                                                   |       | |       |       |
|                                                                                                   |       | |       |       |
|                                                                                                   |       | |       |       |

| Локомотив |                         | Белогорье |
| --------- | ----------------------- | --------- |
| 6         | Подача (очки)           | 4         |
| 41        | Атака (очки)            | 31        |
| 18        | Блок (очки)             | 7         |
| 29        | Ошибки соперника (очки) | 33        |

Время матча — 1 час 35 минут. Лучшие игроки матча по версии газеты Спорт-Экспресс: 1.Воронков, 2.Жилин (Л), 3.Бутько (Л)
| 14 апреля 2013 года отчёт 13:00MSK | Локомотив | 3 : 0 (25:22, 25:22, 25:14) | Белогорье | СКК «Север», Новосибирск |

| Отчёт                                                                                             | Отчёт | Отчёт                                                                                       | Отчёт | Отчёт |
| ------------------------------------------------------------------------------------------------- | ----- | ------------------------------------------------------------------------------------------- | ----- | ----- |
|                                                                                                   |       |                                                                                             |       |       |
|                                                                                                   |       |                                                                                             |       |       |
|                                                                                                   |       |                                                                                             |       |       |
| Нильссон (19) Жилин (14) Гуцалюк (10) Бирюков (7) Вольвич (7) Бутько (1) Воронков (0) Голубев (л) |       | Мусэрский (13) Дафф (7) Тетюхин (6) Грозер (5) Ильиных (4) Хтей (2) Ханилов (1) Фоменко (1) |       |       |
|                                                                                                   |       |                                                                                             |       |       |
|                                                                                                   |       |                                                                                             |       |       |
|                                                                                                   |       |                                                                                             |       |       |
|                                                                                                   |       |                                                                                             |       |       |
|                                                                                                   |       |                                                                                             |       |       |

| Локомотив |                         | Белогорье |
| --------- | ----------------------- | --------- |
| 3         | Подача (очки)           | 5         |
| 44        | Атака (очки)            | 27        |
| 11        | Блок (очки)             | 7         |
| 17        | Ошибки соперника (очки) | 19        |

Время матча — 1 час 20 минут. Лучшие игроки матча по версии газеты Спорт-Экспресс: 1.Бутько (Л), 2. Нильссон (Л), 3.Жилин (Л)
| 17 апреля 2013 года отчёт 16:00MSK | Белогорье | 3 : 0 (25:22, 25:18, 25:20) | Локомотив | Дворец спорта «Космос», Белгород |

| Отчёт                                                                | Отчёт | Отчёт | Отчёт | Отчёт |
| -------------------------------------------------------------------- | ----- | --- | ----- | ----- |
|                                                                      |       | |       |       |
|                                                                      |       | |       |       |
|                                                                      |       | |       |       |
| Мусэрский (15) Грозер (14) Дафф (8) Тетюхин (7) Хтей (6) Макаров (3) |       | Нильссон (12) Бирюков (11) Леоненко (7) Гуцалюк (5) Вольвич (4) Воронков (4) Жилин (2) Бутько (1) Зубков (0) Голубев (л) Сиденко (л) |       |       |
|                                                                      |       | |       |       |
|                                                                      |       | |       |       |
|                                                                      |       | |       |       |
|                                                                      |       | |       |       |
|                                                                      |       | |       |       |

| Белогорье |                         | Локомотив |
| --------- | ----------------------- | --------- |
| 4         | Подача (очки)           | 4         |
| 36        | Атака (очки)            | 36        |
| 13        | Блок (очки)             | 6         |
| 22        | Ошибки соперника (очки) | 14        |

Время матча — 1 час 23 минуты. Лучшие игроки матча по версии газеты Спорт-Экспресс: 1.Мусэрский (Б), 2. Грозер (Б), 3.Макаров (Б)
| 18 апреля 2013 года отчёт 16:00MSK | Белогорье | 3 : 1 (25:23, 25:19, 21:25, 25:17) | Локомотив | Дворец спорта «Космос», Белгород |

| Отчёт                                                                                        | Отчёт | Отчёт | Отчёт | Отчёт |
| -------------------------------------------------------------------------------------------- | ----- | --- | ----- | ----- |
|                                                                                              |       | |       |       |
|                                                                                              |       | |       |       |
|                                                                                              |       | |       |       |
| Грозер (21) Мусэрский (15) Хтей (6) Дафф (6) Тетюхин (6) Ильиных (4) Косарев (3) Макаров (2) |       | Нильссон (17) Жилин (14) Бирюков (13) Вольвич (7) Гуцалюк (2) Бутько (2) Леоненко (1) Воронков (0) Махортов (0) Голубев (л) Сиденко (л) |       |       |
|                                                                                              |       | |       |       |
|                                                                                              |       | |       |       |
|                                                                                              |       | |       |       |
|                                                                                              |       | |       |       |
|                                                                                              |       | |       |       |

| Белогорье |                         | Локомотив |
| --------- | ----------------------- | --------- |
| 6         | Подача (очки)           | 6         |
| 45        | Атака (очки)            | 45        |
| 12        | Блок (очки)             | 5         |
| 33        | Ошибки соперника (очки) | 28        |

Время матча — 1 час 47 минут.
| 21 апреля 2013 года отчёт 13:00MSK | Локомотив | 0 : 3 (18:25, 21:25, 22:25) | Белогорье | СКК «Север», Новосибирск Зрителей: 3000 |

| Отчёт | Отчёт | Отчёт                                                                | Отчёт | Отчёт |
| --- | ----- | -------------------------------------------------------------------- | ----- | ----- |
| |       |                                                                      |       |       |
| |       |                                                                      |       |       |
| |       |                                                                      |       |       |
| Нильссон (13) Бирюков (10) Жилин (8) Гуцалюк (5) Вольвич (3) Леоненко (3) Бутько (2) Воронков (0) Зубков (0) Голубев (л) Сиденко (л) |       | Грозер (17) Мусэрский (16) Тетюхин (9) Хтей (7) Дафф (7) Макаров (2) |       |       |
| |       |                                                                      |       |       |
| |       |                                                                      |       |       |
| |       |                                                                      |       |       |
| |       |                                                                      |       |       |
| |       |                                                                      |       |       |

| Локомотив |                         | Белогорье |
| --------- | ----------------------- | --------- |
| 2         | Подача (очки)           | 10        |
| 32        | Атака (очки)            | 39        |
| 10        | Блок (очки)             | 9         |
| 17        | Ошибки соперника (очки) | 17        |

Время матча — 1 час 23 минуты. Лучшие игроки матча по версии газеты Спорт-Экспресс: 1.Мусэрский (Б), 2. Тетюхин (Б), 3.Макаров (Б)

### За 5 - 8-е места
| 25 апреля 2013 года отчёт 16:00MSK | Локомотив | 3 : 0 (25:22, 25:16, 25:20) | Кузбасс | СКК «Север», Новосибирск |

| Отчёт | Отчёт | Отчёт                                                                          | Отчёт | Отчёт |
| --- | ----- | ------------------------------------------------------------------------------ | ----- | ----- |
| |       |                                                                                |       |       |
| |       |                                                                                |       |       |
| |       |                                                                                |       |       |
| Нильссон (14) Бирюков (13) Вольвич (10) Жилин (8) Гуцалюк (4) Бутько (2) Воронков (1) Голубев (л) Сиденко (л) |       | Мороз (12) Андрэ (8) Порошин (8) Туиа (5) Пархомчук (3) Тарасов (3) Ушаков (1) |       |       |
| |       |                                                                                |       |       |
| |       |                                                                                |       |       |
| |       |                                                                                |       |       |
| |       |                                                                                |       |       |
| |       |                                                                                |       |       |

| Локомотив |                         | Кузбасс |
| --------- | ----------------------- | ------- |
| 7         | Подача (очки)           | 5       |
| 34        | Атака (очки)            | 32      |
| 11        | Блок (очки)             | 3       |
| 23        | Ошибки соперника (очки) | 18      |

Время матча — 1 час 13 минут.
| 26 апреля 2013 года отчёт 16:00MSK | Локомотив | 3 : 0 (25:19, 25:21, 25:18) | Кузбасс | СКК «Север», Новосибирск |

| Отчёт                                                                                | Отчёт | Отчёт                                                                             | Отчёт | Отчёт |
| ------------------------------------------------------------------------------------ | ----- | --------------------------------------------------------------------------------- | ----- | ----- |
|                                                                                      |       |                                                                                   |       |       |
|                                                                                      |       |                                                                                   |       |       |
|                                                                                      |       |                                                                                   |       |       |
| Нильссон (12) Бирюков (10) Гуцалюк (10) Вольвич (8) Жилин (7) Бутько (6) Голубев (л) |       | Андрэ (12) Туиа (10) Кургузов (9) Пархомчук (4) Мороз (2) Порошин (1) Тарасов (1) |       |       |
|                                                                                      |       |                                                                                   |       |       |
|                                                                                      |       |                                                                                   |       |       |
|                                                                                      |       |                                                                                   |       |       |
|                                                                                      |       |                                                                                   |       |       |
|                                                                                      |       |                                                                                   |       |       |

| Локомотив |                         | Кузбасс |
| --------- | ----------------------- | ------- |
| 6         | Подача (очки)           | 0       |
| 39        | Атака (очки)            | 36      |
| 8         | Блок (очки)             | 3       |
| 22        | Ошибки соперника (очки) | 19      |

Время матча — 1 час 14 минут.
| 29 апреля 2013 года отчёт 16:00MSK | Кузбасс | 3 : 2 (25:23, 25:22, 13:25, 23:25, 15:7) | Локомотив | СК «Горняк», Кемерово |

| Отчёт                                                                                           | Отчёт | Отчёт | Отчёт | Отчёт |
| ----------------------------------------------------------------------------------------------- | ----- | --- | ----- | ----- |
|                                                                                                 |       | |       |       |
|                                                                                                 |       | |       |       |
|                                                                                                 |       | |       |       |
| Андрэ (27) Мороз (17) Порошин (13) Туиа (11) Пархомчук (9) Кургузов (2) Ушаков (2) Дубровин (1) |       | Жилин (18) Вольвич (10) Леоненко (10) Нильссон (9) Гуцалюк (8) Бутько (7) Воронков (5) Бирюков (3) Зубков (0) Голубев (л) Сиденко (л) |       |       |
|                                                                                                 |       | |       |       |
|                                                                                                 |       | |       |       |
|                                                                                                 |       | |       |       |
|                                                                                                 |       | |       |       |
|                                                                                                 |       | |       |       |

| Кузбасс |                         | Локомотив |
| ------- | ----------------------- | --------- |
| 7       | Подача (очки)           | 8         |
| 55      | Атака (очки)            | 45        |
| 20      | Блок (очки)             | 17        |
| 19      | Ошибки соперника (очки) | 32        |

Время матча — 2 часа 08 минут.
| 30 апреля 2013 года отчёт 16:00MSK | Кузбасс | 1 : 3 (25:20, 20:25, 19:25, 13:25) | Локомотив | СК «Горняк», Кемерово |

| Отчёт | Отчёт | Отчёт | Отчёт | Отчёт |
| --- | ----- | --- | ----- | ----- |
| |       | |       |       |
| |       | |       |       |
| |       | |       |       |
| Андрэ (16) Порошин (16) Мороз (13) Туиа (8) Пархомчук (3) Кургузов (1) Ушаков (1) Тарасов (1) Багрей (1) |       | Воронков (18) Бирюков (13) Вольвич (10) Гуцалюк (7) Жилин (5) Бутько (5) Комаров (2) Нильссон (1) Леоненко (0) Голубев (л) |       |       |
| |       | |       |       |
| |       | |       |       |
| |       | |       |       |
| |       | |       |       |
| |       | |       |       |

| Кузбасс |                         | Локомотив |
| ------- | ----------------------- | --------- |
| 7       | Подача (очки)           | 8         |
| 46      | Атака (очки)            | 43        |
| 7       | Блок (очки)             | 10        |
| 17      | Ошибки соперника (очки) | 34        |

Время матча — 1 час 43 минуты.

### Матч за 5-е место
По обоюдной договоренности все матчи проходят в Новосибирске.
| 7 мая 2013 года отчёт 16:00MSK | Локомотив | 3 : 1 (25:20, 25:22, 16:25, 25:14) | Факел | СКК «Север», Новосибирск |

| Отчёт | Отчёт | Отчёт                                                                                      | Отчёт | Отчёт |
| --- | ----- | ------------------------------------------------------------------------------------------ | ----- | ----- |
| |       |                                                                                            |       |       |
| |       |                                                                                            |       |       |
| |       |                                                                                            |       |       |
| Вольвич (15) Махортов (14) Бирюков (10) Нильссон (10) Жилин (9) Воронков (5) Бутько (4) Зубков (0) Леоненко (0) Голубев (л) |       | Мельник (15) Асташенков (9) Рока (9) Бекетов (8) Бакун (8) Мосов (7) Титич (1) Жигадло (1) |       |       |
| |       |                                                                                            |       |       |
| |       |                                                                                            |       |       |
| |       |                                                                                            |       |       |
| |       |                                                                                            |       |       |
| |       |                                                                                            |       |       |

| Локомотив |                         | Факел |
| --------- | ----------------------- | ----- |
| 6         | Подача (очки)           | 4     |
| 50        | Атака (очки)            | 45    |
| 11        | Блок (очки)             | 9     |
| 24        | Ошибки соперника (очки) | 23    |

Время матча — 1 час 35 минут.
| 8 мая 2013 года отчёт 16:00MSK | Факел | 1 : 3 (23:25, 25:21, 23:25, 13:25) | Локомотив | СКК «Север», Новосибирск |

| Отчёт                                                                             | Отчёт | Отчёт | Отчёт | Отчёт |
| --------------------------------------------------------------------------------- | ----- | --- | ----- | ----- |
|                                                                                   |       | |       |       |
|                                                                                   |       | |       |       |
|                                                                                   |       | |       |       |
| Бакун (18) Мельник (14) Асташенков (10) Мосов (10) Титич (5) Рока (3) Жигадло (2) |       | Воронков (17) Вольвич (16) Бирюков (11) Жилин (10) Нильссон (8) Махортов (6) Бутько (5) Леоненко (4) Комаров (0) Сиденко (л) Голубев (л) |       |       |
|                                                                                   |       | |       |       |
|                                                                                   |       | |       |       |
|                                                                                   |       | |       |       |
|                                                                                   |       | |       |       |
|                                                                                   |       | |       |       |

| Факел |                         | Локомотив |
| ----- | ----------------------- | --------- |
| 4     | Подача (очки)           | 11        |
| 51    | Атака (очки)            | 60        |
| 7     | Блок (очки)             | 6         |
| 22    | Ошибки соперника (очки) | 19        |

Время матча — 1 час 48 минут.

## Кубок России

### Предварительный этап
| 6 сентября 2012 года отчёт 17:30MSK | Локомотив | 3 : 0 (25:23, 25:18, 25:20) | Газпром-Югра | СК "Премьер-Арена", Сургут |

| Отчёт | Отчёт | Отчёт | Отчёт | Отчёт |
| --- | ----- | --- | ----- | ----- |
| |       | |       |       |
| |       | |       |       |
| |       | |       |       |
| Бирюков (17) Воронков (17) Дивиш (9) Вольвич (9) Комаров (5) Зубков (2) Гуцалюк (1) Голубев (л) Жилин (0) |       | Алексиев (11) Смоляр (7) Родичев (5) Тодоров (4) Леонтьев (2) Проскурня (2) Хабибуллин (1) Мысин (1) Шульга (1) Снегирев (л) |       |       |
| |       | |       |       |
| |       | |       |       |
| |       | |       |       |
| |       | |       |       |
| |       | |       |       |

| 7 сентября 2012 года отчёт 17:00MSK | Грозный | 0 : 3 (12:25, 19:25, 18:25) | Локомотив | СК "Премьер-Арена", Сургут |

| Отчёт                                                                                    | Отчёт | Отчёт                                                                                         | Отчёт | Отчёт |
| ---------------------------------------------------------------------------------------- | ----- | --------------------------------------------------------------------------------------------- | ----- | ----- |
|                                                                                          |       |                                                                                               |       |       |
|                                                                                          |       |                                                                                               |       |       |
|                                                                                          |       |                                                                                               |       |       |
| Рыков (13) Шипотько (10) Бестужев (4) Антипкин (4) Андрианов (3) Тохташ (1) Ковыряев (л) |       | Бирюков (16) Воронков (12) Вольвич (9) Дивиш (6) Зубков (3) Гуцалюк (3) Голубев (л) Жилин (0) |       |       |
|                                                                                          |       |                                                                                               |       |       |
|                                                                                          |       |                                                                                               |       |       |
|                                                                                          |       |                                                                                               |       |       |
|                                                                                          |       |                                                                                               |       |       |
|                                                                                          |       |                                                                                               |       |       |

| 8 сентября 2012 года отчёт 15:00MSK | Локомотив | 3 : 0 (25:14, 26:24, 25:15) | Югра-Самотлор | СК "Премьер-Арена", Сургут Зрителей: 10 |

| Отчёт                                                                                          | Отчёт | Отчёт                                                                                             | Отчёт | Отчёт |
| ---------------------------------------------------------------------------------------------- | ----- | ------------------------------------------------------------------------------------------------- | ----- | ----- |
|                                                                                                |       |                                                                                                   |       |       |
|                                                                                                |       |                                                                                                   |       |       |
|                                                                                                |       |                                                                                                   |       |       |
| Воронков (17) Бирюков (13) Дивиш (10) Вольвич (7) Гуцалюк (5) Зубков (3) Голубев (л) Жилин (0) |       | Тупчий (11) Налобин (8) Тимофеев (7) Куфрин (5) Никоненко (3) Сысоев (2) Тарасов (1) Щербатых (л) |       |       |
|                                                                                                |       |                                                                                                   |       |       |
|                                                                                                |       |                                                                                                   |       |       |
|                                                                                                |       |                                                                                                   |       |       |
|                                                                                                |       |                                                                                                   |       |       |
|                                                                                                |       |                                                                                                   |       |       |

| 9 сентября 2012 года отчёт 14:00MSK | СДЮШОР-Локомотив | 1 : 3 (25:22, 18:25, 17:25, 24:26) | Локомотив | СК "Премьер-Арена", Сургут Зрителей: 5 |

| Отчёт | Отчёт | Отчёт | Отчёт | Отчёт |
| --- | ----- | --- | ----- | ----- |
| |       | |       |       |
| |       | |       |       |
| |       | |       |       |
| Таюрский (14) Тертышников (11) Гаврилов (10) Саммельвуо (8) Анойкин (7) Куликов (6) Осипов (5) Комаров (1) Кобелев (1) Кабешов (л) Жось (0) |       | Воронков (18) Жилин (13) Шулепов (9) Махортов (8) Гуцалюк (6) Бирюков (5) Зубков (5) Красильников (2) Голубев (л) Вольвич (0) |       |       |
| |       | |       |       |
| |       | |       |       |
| |       | |       |       |
| |       | |       |       |
| |       | |       |       |

| 20 сентября 2012 года отчёт 15:00MSK | Локомотив | 0 : 3 (23:25, 17:25, 22:25) | Газпром-Югра | СКК "Север", Новосибирск |

| Отчёт | Отчёт | Отчёт                                                                                 | Отчёт | Отчёт |
| --- | ----- | ------------------------------------------------------------------------------------- | ----- | ----- |
| |       |                                                                                       |       |       |
| |       |                                                                                       |       |       |
| |       |                                                                                       |       |       |
| Воронков (11) Дивиш (11) Бирюков (6) Вольвич (6) Гуцалюк (5) Зубков (2) Бутько (1) Жилин (0) Голубев (л) Сиденко (л) |       | Родичев (15) Алексиев (14) Мысин (12) Тодоров (12) Смоляр (7) Шульга (2) Снегирев (л) |       |       |
| |       |                                                                                       |       |       |
| |       |                                                                                       |       |       |
| |       |                                                                                       |       |       |
| |       |                                                                                       |       |       |
| |       |                                                                                       |       |       |

| 21 сентября 2012 года отчёт 15:00MSK | Грозный | 0 : 3 (14:25, 19:25, 19:25) | Локомотив | СКК "Север", Новосибирск |

| Отчёт                                                                                              | Отчёт | Отчёт | Отчёт | Отчёт |
| -------------------------------------------------------------------------------------------------- | ----- | --- | ----- | ----- |
| |       | |       |       |
| |       | |       |       |
| |       | |       |       |
| Рыков (12) Бестужев (7) Андрианов (5) Тохташ (5) Барсук (4) Антипкин (2) Шипотько (1) Ковыряев (л) |       | Воронков (14) Вольвич (11) Дивиш (10) Бирюков (6) Жилин (6) Гуцалюк (5) Зубков (1) Шулепов (1) Бутько (1) Голубев (л) |       |       |
| |       | |       |       |
| |       | |       |       |
| |       | |       |       |
| |       | |       |       |
| |       | |       |       |

| 22 сентября 2012 года отчёт 15:00MSK | Локомотив | 3 : 1 (25:13, 25:19, 18:25, 25:15) | Югра-Самотлор | СКК "Север", Новосибирск Зрителей: 100 |

| Отчёт | Отчёт | Отчёт | Отчёт | Отчёт |
| --- | ----- | --- | ----- | ----- |
| |       | |       |       |
| |       | |       |       |
| |       | |       |       |
| Воронков (15) Бирюков (15) Вольвич (14) Гуцалюк (10) Дивиш (9) Зубков (4) Бутько (4) Жилин (0) Шулепов (0) Голубев (л) Сиденко (л) |       | Тупчий (16) Тимофеев (12) Налобин (5) Куфрин (5) Никоненко (4) Березин (3) Чуйкин (1) Стрельчук (1) Щербатых (л) |       |       |
| |       | |       |       |
| |       | |       |       |
| |       | |       |       |
| |       | |       |       |
| |       | |       |       |

| 23 сентября 2012 года отчёт 15:00MSK | СДЮШОР-Локомотив | 0 : 3 (19:25, 17:25, 19:25) | Локомотив | СКК "Север", Новосибирск Зрителей: 100 |

| Отчёт | Отчёт | Отчёт | Отчёт | Отчёт |
| --- | ----- | --- | ----- | ----- |
| |       | |       |       |
| |       | |       |       |
| |       | |       |       |
| Таюрский (15) Кобелев (11) Тертышников (4) Куркаев (4) Саммельвуо (3) Анойкин (3) Осипов (2) Куликов (1) Комаров (1) Быковский (0) Кабешов (л) |       | Нильсон (17) Гуцалюк (12) Жилин (10) Шулепов (9) Махортов (6) Бутько (1) Воронков (0) Голубев (л) Сиденко (л) |       |       |
| |       | |       |       |
| |       | |       |       |
| |       | |       |       |
| |       | |       |       |
| |       | |       |       |

|                                     | 1        | 2        | 3        | 4        | 5        | И | В (3:2) | П (2:3) | С/П   | О  |
| ----------------------------------- | -------- | -------- | -------- | -------- | -------- | - | ------- | ------- | ----- | -- |
| 1. «Газпром-Югра» (Сургут)          |          | 0:3, 3:0 | 3:0, 3:0 | 3:0, 3:0 | 3:0, 3:0 | 8 | 7 (0)   | 1 (0)   | 21:3  | 21 |
| 2. «Локомотив» (Новосибирск)        | 3:0, 0:3 |          | 3:0, 3:0 | 3:0, 3:1 | 3:1, 3:0 | 8 | 7 (0)   | 1 (0)   | 21:5  | 21 |
| 3. «Грозный»                        | 0:3, 0:3 | 0:3, 0:3 |          | 3:1, 3:2 | 3:1, 3:0 | 8 | 4 (1)   | 4 (0)   | 12:16 | 11 |
| 4. «Югра-Самотлор» (Нижневартовск)  | 0:3, 0:3 | 0:3, 1:3 | 1:3, 2:3 |          | 3:0, 3:0 | 8 | 2 (0)   | 6 (1)   | 10:18 | 7  |
| 5. СДЮШОР-«Локомотив» (Новосибирск) | 0:3, 0:3 | 1:3, 0:3 | 1:3, 0:3 | 0:3, 0:3 |          | 8 | 0 (0)   | 8 (0)   | 2:24  | 0  |

### Полуфинальный этап
| 8 ноября 2012 года отчёт 16:30MSK | Локомотив | 3 : 0 (25:19, 25:20, 25:20) | Югра-Самотлор | "Зал международных встреч", Нижневартовск Зрителей: 200 |

| Отчёт | Отчёт | Отчёт | Отчёт | Отчёт |
| --- | ----- | --- | ----- | ----- |
| |       | |       |       |
| |       | |       |       |
| |       | |       |       |
| Бирюков (17) Нильссон (12) Дивиш (7) Вольвич (6) Бутько (5) Махортов (4) Гуцалюк (4) Воронков (3) Зубков (0) Жилин (0) Голубев (л) Сиденко (л) |       | Тупчий (8) Тимофеев (8) Никоненко (8) Налобин (6) Платонов (5) Чуйкин (2) Стрельчук (2) Сысоев (1) Березин (1) Щербатых (л) |       |       |
| |       | |       |       |
| |       | |       |       |
| |       | |       |       |
| |       | |       |       |
| |       | |       |       |

| 9 ноября 2012 года отчёт 14:00MSK | Локомотив | 3 : 0 (25:20, 25:19, 25:19) | Урал | "Зал международных встреч", Нижневартовск Зрителей: 100 |

| Отчёт | Отчёт | Отчёт | Отчёт | Отчёт |
| --- | ----- | --- | ----- | ----- |
| |       | |       |       |
| |       | |       |       |
| |       | |       |       |
| Нильссон (15) Дивиш (12) Гуцалюк (8) Вольвич (7) Бирюков (6) Бутько (6) Жилин (4) Воронков (0) Голубев (л) |       | Пантелеймоненко (14) Абрамов (11) Висото (5) Максимов (4) Ащев (3) Самойленко (3) Казаков (1) Алексеев (1) Спиридонов (1) Вербов (л) |       |       |
| |       | |       |       |
| |       | |       |       |
| |       | |       |       |
| |       | |       |       |
| |       | |       |       |

| 10 ноября 2012 года отчёт 14:00MSK | Локомотив | 3 : 2 (25:20, 23:25, 25:21, 25:27, 15:11) | Локомотив-Изумруд | "Зал международных встреч", Нижневартовск Зрителей: 50 |

| Отчёт | Отчёт | Отчёт | Отчёт | Отчёт |
| --- | ----- | --- | ----- | ----- |
| |       | |       |       |
| |       | |       |       |
| |       | |       |       |
| Воронков (28) Жилин (10) Дивиш (8) Вольвич (8) Шулепов (7) Нильссон (6) Гуцалюк (5) Махортов (4) Бирюков (2) Бутько (2) Зубков (0) Голубев (л) Сиденко (л) |       | Петров (21) Багутский (20) Шестак (11) Рукавишников (9) Ежов (8) Ткачев (5) Крюков (1) Костыленко (1) Кузнецов (л) |       |       |
| |       | |       |       |
| |       | |       |       |
| |       | |       |       |
| |       | |       |       |
| |       | |       |       |

|                                       | 1   | 2   | 3   | 4   | И | В (3:2) | П (2:3) | С/П | С/О     | О |
| ------------------------------------- | --- | --- | --- | --- | - | ------- | ------- | --- | ------- | - |
| 1. «Локомотив» (Новосибирск)          |     | 3:0 | 3:0 | 3:2 | 3 | 3 (1)   | 0 (0)   | 9:2 | 263:221 | 8 |
| 2. «Урал» (Уфа)                       | 0:3 |     | 3:0 | 3:0 | 3 | 2 (0)   | 1 (0)   | 6:3 | 209:197 | 6 |
| 3. «Югра-Самотлор» (Нижневартовск)    | 0:3 | 0:3 |     | 3:1 | 3 | 1 (0)   | 2 (0)   | 3:7 | 222:228 | 3 |
| 4. «Локомотив-Изумруд» (Екатеринбург) | 2:3 | 0:3 | 1:3 |     | 3 | 0 (0)   | 3 (1)   | 3:9 | 234:282 | 1 |

### Финальный этап

#### Группа Б
| 25 декабря 2012 года отчёт 19:00MSK | Локомотив | 3 : 1 (20:25, 27:25, 25:19, 25:19) | Динамо (Кр) | Дворец спорта «Космос», Белгород Зрителей: 100 |

| Отчёт | Отчёт | Отчёт                                                                          | Отчёт | Отчёт |
| --- | ----- | ------------------------------------------------------------------------------ | ----- | ----- |
| |       |                                                                                |       |       |
| |       |                                                                                |       |       |
| |       |                                                                                |       |       |
| Нильссон (20) Бирюков (16) Жилин (10) Вольвич (9) Дивиш (6) Гуцалюк (5) Зубков (3) Бутько (2) Воронков (0) Шулепов (0) Голубев (л) |       | Носенко (22) Мочалов (19) Хорошев (9) Еремин (7) Чаус (5) Марлон (4) Бутин (1) |       |       |
| |       |                                                                                |       |       |
| |       |                                                                                |       |       |
| |       |                                                                                |       |       |
| |       |                                                                                |       |       |
| |       |                                                                                |       |       |

| Локомотив |                         | Динамо |
| --------- | ----------------------- | ------ |
| 9         | Подача (очки)           | 4      |
| 51        | Атака (очки)            | 52     |
| 11        | Блок (очки)             | 11     |
| 26        | Ошибки соперника (очки) | 21     |

| 26 декабря 2012 года отчёт 19:00MSK | Белогорье | 3 : 1 (22:25, 25:17, 29:27, 25:20) | Локомотив | Дворец спорта «Космос», Белгород |

| Отчёт                                                                                              | Отчёт | Отчёт | Отчёт | Отчёт |
| -------------------------------------------------------------------------------------------------- | ----- | --- | ----- | ----- |
| |       | |       |       |
| |       | |       |       |
| |       | |       |       |
| Мусэрский (17) Фоменко (14) Ильиных (13) Грозер (10) Жигалов (6) Кузнецов (6) Хтей (1) Макаров (1) |       | Нильссон (20) Гуцалюк (10) Бирюков (9) Вольвич (9) Дивиш (8) Воронков (3) Жилин (2) Шулепов (2) Бутько (1) Зубков (0) Голубев (л) |       |       |
| |       | |       |       |
| |       | |       |       |
| |       | |       |       |
| |       | |       |       |
| |       | |       |       |

| Белогорье |                         | Локомотив |
| --------- | ----------------------- | --------- |
| 4         | Подача (очки)           | 6         |
| 52        | Атака (очки)            | 49        |
| 12        | Блок (очки)             | 9         |
| 33        | Ошибки соперника (очки) | 25        |

|                              | 1   | 2   | 3   | И | В (3:2) | П (2:3) | С/П | С/О     | О |
| ---------------------------- | --- | --- | --- | - | ------- | ------- | --- | ------- | - |
| 1. «Белогорье» (Белгород)    |     | 3:1 | 3:1 | 2 | 2 (0)   | 0 (0)   | 6:2 | 203:182 | 6 |
| 2. «Локомотив» (Новосибирск) | 1:3 |     | 3:1 | 2 | 1 (0)   | 1 (0)   | 4:4 | 186:189 | 3 |
| 3. «Динамо» (Краснодар)      | 1:3 | 1:3 |     | 2 | 0 (0)   | 2 (0)   | 2:6 | 181:199 | 0 |

#### Полуфинал
| 28 декабря 2012 года отчёт 16:00MSK | Зенит | 3 : 0 (25:21, 25:22, 25:18) | Локомотив | Дворец спорта «Космос», Белгород Зрителей: 2200 |

| Отчёт                                                                              | Отчёт | Отчёт | Отчёт | Отчёт |
| ---------------------------------------------------------------------------------- | ----- | --- | ----- | ----- |
|                                                                                    |       | |       |       |
|                                                                                    |       | |       |       |
|                                                                                    |       | |       |       |
| Михайлов (18) Сивожелез (11) Апаликов (10) Андерсон (7) Абросимов (7) Вермильо (2) |       | Жилин (12) Нильссон (8) Бирюков (7) Вольвич (6) Дивиш (6) Гуцалюк (3) Воронков (2) Бутько (2) Зубков (0) Голубев (л) Сиденко (л) |       |       |
|                                                                                    |       | |       |       |
|                                                                                    |       | |       |       |
|                                                                                    |       | |       |       |
|                                                                                    |       | |       |       |
|                                                                                    |       | |       |       |

| Зенит |                         | Локомотив |
| ----- | ----------------------- | --------- |
| 5     | Подача (очки)           | 6         |
| 37    | Атака (очки)            | 34        |
| 13    | Блок (очки)             | 6         |
| 20    | Ошибки соперника (очки) | 15        |

#### Матч за 3-е место
| 29 декабря 2012 года отчёт 16:00MSK | Локомотив | 1 : 3 (25:27, 19:25, 25:20, 21:25) | Динамо (М) | Дворец спорта «Космос», Белгород Зрителей: 500 |

| Отчёт | Отчёт | Отчёт                                                                                               | Отчёт | Отчёт |
| --- | ----- | --------------------------------------------------------------------------------------------------- | ----- | ----- |
| |       | |       |       |
| |       | |       |       |
| |       | |       |       |
| Жилин (12) Дивиш (11) Махортов (11) Вольвич (7) Воронков (7) Нильссон (5) Бирюков (3) Бутько (3) Гуцалюк (1) Зубков (1) Шулепов (1) Голубев (л) |       | Щадилов (14) Маркин (14) Круглов (13) Кривец (13) Болдырев (8) Щербинин (7) Гранкин (4) Никитин (1) |       |       |
| |       | |       |       |
| |       | |       |       |
| |       | |       |       |
| |       | |       |       |
| |       | |       |       |

| Локомотив |                         | Динамо |
| --------- | ----------------------- | ------ |
| 3         | Подача (очки)           | 5      |
| 44        | Атака (очки)            | 54     |
| 15        | Блок (очки)             | 15     |
| 28        | Ошибки соперника (очки) | 23     |

## Кубок Сибири и Дальнего Востока
Финал Кубка Сибири и Дальнего Востока проходил в Сургуте и Нижневартовске с 16 по 21 ноября 2012 года, за почетный трофей боролось восемь команд. Обладателем Кубка в пятый раз (четвёртый подряд) стал "Локомотив".

### Группа "А" (Нижневартовск)
16 ноября
Локомотив - СДЮШОР-Локомотив - 3 : 0 (25:18, 25:9, 25:17)
Югра-Самотлор - Кузбасс - 2 : 3 (25:16, 25:19, 24:26, 25:27, 11:15)
17 ноября
Кузбасс - Локомотив - 0 : 3 (17:25, 25:27, 19:25)
СДЮШОР-Локомотив - Югра-Самотлор - 2 : 3 (15:25, 25:22, 13:25, 25:21, 14:16)
18 ноября
Кузбасс - СДЮШОР-Локомотив - 3 : 0 (25:18, 25:15, 25:14)
Югра-Самотлор - Локомотив - 1 : 3 (24:26, 25:22, 25:15, 25:19)
| Место | Команда          | И | В | П | Парт  | Очки |
| ----- | ---------------- | - | - | - | ----- | ---- |
| 1     | Локомотив        | 3 | 3 | 0 | 9 - 1 | 9    |
| 2     | Кузбасс          | 3 | 2 | 1 | 6 - 5 | 5    |
| 3     | Югра-Самотлор    | 3 | 1 | 2 | 6 - 9 | 3    |
| 4     | СДЮШОР-Локомотив | 3 | 0 | 3 | 2 - 9 | 1    |

### 1/2 финала (Сургут)
Локомотив - Факел - 3 : 0 (25:20, 25:20, 25:22)

### ФИНАЛ
| 21 октября 2012 года отчёт 16:00MSK | Газпром-Югра | 1 : 3 (18:25, 25:20, 16:25, 24:26) | Локомотив | СК «Премьер-Арена», Сургут |

| Отчёт                                                                                    | Отчёт | Отчёт | Отчёт | Отчёт |
| ---------------------------------------------------------------------------------------- | ----- | --- | ----- | ----- |
|                                                                                          |       | |       |       |
|                                                                                          |       | |       |       |
|                                                                                          |       | |       |       |
| Мысин (18) Алексиев (18) Родичев (10) Тодоров (8) Смоляр (6) Хабибуллин (3) Леонтьев (1) |       | Нильссон (22) Вольвич (15) Дивиш (14) Гуцалюк (11) Бутько (6) Бирюков (5) Жилин (2) Махортов (0) Голубев (л) Сиденко (л) |       |       |
|                                                                                          |       | |       |       |
|                                                                                          |       | |       |       |
|                                                                                          |       | |       |       |
|                                                                                          |       | |       |       |
|                                                                                          |       | |       |       |

### За 5-8-е места (Нижневартовск)
СДЮШОР-Локомотив - Тюмень - 3:2 (19:25, 25:17, 25:22, 16:25, 15:7)

#### матч за 5-е место
СДЮШОР-Локомотив – Югра-Самотлор – 1:3 (18:25, 16:25, 25:19, 23:25)

## Лига чемпионов

### Групповой турнир
| 24 октября 2012 года отчёт 20:00 MSK | Будванска Ривьера | 0 : 3 (18:25, 24:26, 23:25) | Локомотив | «Mediteranski Sportski Centar», Будва Зрителей: 700 |

| Отчёт                                                                           | Отчёт | Отчёт                                                                                   | Отчёт | Отчёт |
| ------------------------------------------------------------------------------- | ----- | --------------------------------------------------------------------------------------- | ----- | ----- |
|                                                                                 |       |                                                                                         |       |       |
|                                                                                 |       |                                                                                         |       |       |
|                                                                                 |       |                                                                                         |       |       |
| Венно (13) Гасич (9) Сульягич (5) Дукич (4) Маркович (4) Максимович (3) Гук (2) |       | Воронков (17) Жилин (16) Махортов (8) Саммельвуо (7) Гуцалюк (4) Зубков (1) Голубев (л) |       |       |
|                                                                                 |       |                                                                                         |       |       |
|                                                                                 |       |                                                                                         |       |       |
|                                                                                 |       |                                                                                         |       |       |
|                                                                                 |       |                                                                                         |       |       |
|                                                                                 |       |                                                                                         |       |       |

2 тур
| 31 октября 2012 года отчёт 16:00 MSK | Локомотив | 3 : 1 (26:24, 25:19, 27:29, 25:22) | Ресайклинг-Воллейс | СКК «Север», Новосибирск Зрителей: 2200 |

| Отчёт | Отчёт | Отчёт                                                                    | Отчёт | Отчёт |
| --- | ----- | ------------------------------------------------------------------------ | ----- | ----- |
| |       |                                                                          |       |       |
| |       |                                                                          |       |       |
| |       |                                                                          |       |       |
| Нильссон (21) Дивиш (18) Вольвич (12) Гуцалюк (11) Жилин (7) Бирюков (7) Бутько (4) Зубков (0) Воронков (0) Голубев (л) |       | Кромм (18) Спировски (18) Фишер (16) Тоузинский (10) Кмет (10) Шоджи (2) |       |       |
| |       |                                                                          |       |       |
| |       |                                                                          |       |       |
| |       |                                                                          |       |       |
| |       |                                                                          |       |       |
| |       |                                                                          |       |       |

3 тур
| 13 ноября 2012 года отчёт 21:00 MSK | Йихострой | 0 : 3 (21:25, 17:26, 18:25) | Локомотив | «Sportovni Hala», Ческе-Будеёвице Зрителей: 2100 |

| Отчёт                                                              | Отчёт | Отчёт                                                                                             | Отчёт | Отчёт |
| ------------------------------------------------------------------ | ----- | ------------------------------------------------------------------------------------------------- | ----- | ----- |
|                                                                    |       |                                                                                                   |       |       |
|                                                                    |       |                                                                                                   |       |       |
|                                                                    |       |                                                                                                   |       |       |
| Новотны (9) Рояс (8) Платеник (8) Макх (4) Соботка (4) Журачка (л) |       | Нильссон (19) Вольвич (11) Дивиш (10) Гуцалюк (7) Бирюков (6) Бутько (3) Воронков (0) Голубев (л) |       |       |
|                                                                    |       |                                                                                                   |       |       |
|                                                                    |       |                                                                                                   |       |       |
|                                                                    |       |                                                                                                   |       |       |
|                                                                    |       |                                                                                                   |       |       |
|                                                                    |       |                                                                                                   |       |       |

4 тур
| 20 ноября 2012 года отчёт 16:00 MSK | Локомотив | 3 : 1 (25:19, 23:25, 29:27, 25:20) | Йихострой | СКК «Север», Новосибирск Зрителей: 1500 |

| Отчёт | Отчёт | Отчёт                                                                                            | Отчёт | Отчёт |
| --- | ----- | ------------------------------------------------------------------------------------------------ | ----- | ----- |
| |       |                                                                                                  |       |       |
| |       |                                                                                                  |       |       |
| |       |                                                                                                  |       |       |
| Бирюков (14) Нильссон (13) Дивиш (11) Воронков (10) Гуцалюк (9) Махортов (6) Бутько (4) Вольвич (3) Сиденко (1) Жилин (0) |       | Рояс (16) Кришко (15) Фила (11) Новотны (9) Макх (8) Соботка (7) Хабр (7) Сукуба (1) Михалек (1) |       |       |
| |       |                                                                                                  |       |       |
| |       |                                                                                                  |       |       |
| |       |                                                                                                  |       |       |
| |       |                                                                                                  |       |       |
| |       |                                                                                                  |       |       |

5 тур
| 4 декабря 2012 года отчёт 22:30 MSK | Ресайклинг-Воллейс | 3 : 1 (15:25, 25:12, 25:19, 25:19) | Локомотив | «Max Schmeling Halle», Берлин Зрителей: 4269 |

| Отчёт                                                                  | Отчёт | Отчёт | Отчёт | Отчёт |
| ---------------------------------------------------------------------- | ----- | --- | ----- | ----- |
|                                                                        |       | |       |       |
|                                                                        |       | |       |       |
|                                                                        |       | |       |       |
| Кромм (28) Кмет (17) Спировски (16) Фишер (6) Тоузинский (3) Шоджи (3) |       | Нильссон (20) Бирюков (8) Вольвич (7) Гуцалюк (6) Дивиш (5) Жилин (4) Воронков (2) Бутько (2) Саммельвуо (1) Зубков (0) Махортов (0) Голубев (л) |       |       |
|                                                                        |       | |       |       |
|                                                                        |       | |       |       |
|                                                                        |       | |       |       |
|                                                                        |       | |       |       |
|                                                                        |       | |       |       |

6 тур
| 12 декабря 2012 года отчёт 16:00 MSK | Локомотив | 3 : 0 (25:22, 25:15, 29:27) | Будванска Ривьера | СКК «Север», Новосибирск Зрителей: 1200 |

| Отчёт | Отчёт | Отчёт                                                                   | Отчёт | Отчёт |
| --- | ----- | ----------------------------------------------------------------------- | ----- | ----- |
| |       |                                                                         |       |       |
| |       |                                                                         |       |       |
| |       |                                                                         |       |       |
| Бирюков (12) Вольвич (12) Жилин (10) Нильссон (8) Гуцалюк (6) Воронков (3) Бутько (3) Шулепов (3) Дивиш (2) Зубков (0) Махортов (0) Голубев (л) |       | Дукич (14) Сульягич (11) Гасич (10) Маркович (7) Гук (4) Максимович (2) |       |       |
| |       |                                                                         |       |       |
| |       |                                                                         |       |       |
| |       |                                                                         |       |       |
| |       |                                                                         |       |       |
| |       |                                                                         |       |       |

Таблица группы «В»
| Место | Команда            | И | В | П | Парт    | Очки |
| ----- | ------------------ | - | - | - | ------- | ---- |
| 1     | Локомотив          | 6 | 5 | 1 | 16 - 5  | 15   |
| 2     | Ресайклинг-Воллейс | 6 | 4 | 2 | 14 - 10 | 11   |
| 3     | Йихострой          | 6 | 2 | 4 | 9 - 13  | 7    |
| 4     | Будванска Ривьера  | 6 | 1 | 5 | 6 - 17  | 3    |

### Финал четырёх

#### Полуфинал
| 16 марта 2013 года 13:30 MSK | \| «Зенит» \| 2:3 отчёт \| «Локомотив» \| \| Максим Михайлов (19) Евгений Сивожелез (18) Давид Ли (12) Мэттью Андерсон (11) Александр Абросимов (3) Алексей Черемисин (2) Николай Апаликов (1) Валерио Вермильо (0) Игорь Колодинский (0) Юрий Бережко (0) Владислав Бабичев (л) Алексей Обмочаев (л) \| Голы \| Маркус Нильссон (23) Лукаш Дивиш (18) Илья Жилин (11) Александр Гуцалюк (11) Артем Вольвич (9) Денис Бирюков (8) Александр Бутько (3) Филипп Воронков (0) Валентин Голубев (л) \| | Омск «СКК им. В. Блинова» Зрителей: 5 200 |
| Счёт по партиям — 25:19, 20:25, 25:22, 16:25, 12:15. Время матча — 2 час 01 минута. | | |
| «Зенит» | 2:3 отчёт | «Локомотив» |
| Максим Михайлов (19) Евгений Сивожелез (18) Давид Ли (12) Мэттью Андерсон (11) Александр Абросимов (3) Алексей Черемисин (2) Николай Апаликов (1) Валерио Вермильо (0) Игорь Колодинский (0) Юрий Бережко (0) Владислав Бабичев (л) Алексей Обмочаев (л) | Голы | Маркус Нильссон (23) Лукаш Дивиш (18) Илья Жилин (11) Александр Гуцалюк (11) Артем Вольвич (9) Денис Бирюков (8) Александр Бутько (3) Филипп Воронков (0) Валентин Голубев (л) |

| Зенит |                         | Локомотив |
| ----- | ----------------------- | --------- |
| 6     | Подача (очки)           | 8         |
| 50    | Атака (очки)            | 59        |
| 10    | Блок (очки)             | 16        |
| 32    | Ошибки соперника (очки) | 23        |

#### ФИНАЛ
| 17 марта 2013 года 17:30 MSK | \| «Бре Банка Ланутти» \| 2:3 отчёт \| «Локомотив» \| \| Воут Вийсманс (20) Олег Антонов (18) Эрвин Нгапет (18) Цветан Соколов (16) Эмануэл Когут (9) Никола Грбич (6) Доре Делла Лунга (0) Андреа Росси (0) Даниэль де Пандис (л) \| Голы \| Денис Бирюков (23) Лукаш Дивиш (20) Маркус Нильссон (17) Александр Гуцалюк (11) Артем Вольвич (8) Александр Бутько (3) Илья Жилин (0) Филипп Воронков (0) Николай Леоненко (0) Валентин Голубев (л) \| | Омск «СКК им. В. Блинова» Зрителей: 5 400 |
| Счёт по партиям — 25:22, 24:26, 23:25, 25:20, 14:16. Время матча — 2 час 12 минут.                                                                                        | | |
| «Бре Банка Ланутти» | 2:3 отчёт | «Локомотив» |
| Воут Вийсманс (20) Олег Антонов (18) Эрвин Нгапет (18) Цветан Соколов (16) Эмануэл Когут (9) Никола Грбич (6) Доре Делла Лунга (0) Андреа Росси (0) Даниэль де Пандис (л) | Голы | Денис Бирюков (23) Лукаш Дивиш (20) Маркус Нильссон (17) Александр Гуцалюк (11) Артем Вольвич (8) Александр Бутько (3) Илья Жилин (0) Филипп Воронков (0) Николай Леоненко (0) Валентин Голубев (л) |

| Кунео |                         | Локомотив |
| ----- | ----------------------- | --------- |
| 4     | Подача (очки)           | 6         |
| 71    | Атака (очки)            | 63        |
| 12    | Блок (очки)             | 13        |
| 24    | Ошибки соперника (очки) | 21        |

## Состав с начала сезона
| №  | Имя                | Поз          | И  | Очк | Подача | Эф.приём | Атака | Блок | Ошиб | Примечание |
| -- | ------------------ | ------------ | -- | --- | ------ | -------- | ----- | ---- | ---- | ---------- |
| 4  | Артем Вольвич      | Блокирующий  | 33 | 284 | 26     | 36%      | 171   | 87   | 61   |            |
| 5  | Вячеслав Махоротов | Блокирующий  | 8  | 26  | 1      | -        | 19    | 6    | 7    |            |
| 16 | Александр Гуцалюк  | Блокирующий  | 31 | 225 | 28     | 14%      | 128   | 69   | 58   |            |
| 17 | Николай Леоненко   | Блокирующий  | 10 | 26  | 23     | 28%      | 25    | 1    | 19   |            |
| 3  | Маркус Нильссон    | Диагональный | 33 | 522 | 48     | -        | 441   | 33   | 184  |            |
| 7  | Филипп Воронков    | Диагональный | 32 | 83  | 10     | -        | 63    | 10   | 34   |            |
| 2  | Лукаш Дивиш        | Доигровщик   | 21 | 214 | 10     | 19%      | 178   | 26   | 87   |            |
| 8  | Денис Бирюков      | Доигровщик   | 33 | 371 | 42     | 16%      | 279   | 50   | 205  |            |
| 11 | Илья Жилин         | Доигровщик   | 28 | 166 | 22     | 21%      | 132   | 12   | 104  |            |
| 14 | Иван Комаров       | Доигровщик   | 2  | 2   | -      | 50%      | 2     | -    | -    |            |
| 17 | Игорь Шулепов      | Доигровщик   | 4  | 5   | 1      | 17%      | 4     | -    | 1    |            |
| 1  | Андрей Зубков      | Связующий    | 15 | 23  | 4      | -        | 6     | 13   | 15   |            |
| 12 | Александр Бутько   | Связующий    | 28 | 90  | 19     | -        | 35    | 36   | 49   |            |
| 20 | Константин Осипов  | Связующий    | 3  | -   | -      | -        | -     | -    | 1    |            |
| 13 | Валентин Голубев   | Либеро       | 33 | -   | 28%    | -        | -     | -    | 34   |            |
| 18 | Константин Сиденко | Либеро       | 15 | -   | 21%    | -        | -     | -    | 6    |            |

Генеральный директор — Роман Станиславов
Главный тренер — Андрей Воронков
Тренеры — Никола Джиолито, Евгений Митьков.

## СДЮШОР-Локомотив
Резервисты «Локомотива» выступают в Высшей Лиге «А».

### Кубок России
| Дата     | Место проведения | Команда противника | Счёт                               |
| -------- | ---------------- | ------------------ | ---------------------------------- |
| 05.09.12 | Сургут           | Газпром-Югра       | 0 : 3 (20:25, 20:25, 21:25)        |
| 06.09.12 | Сургут           | Грозный            | 1 : 3 (18:25, 25:23, 19:25, 24:26) |
| 07.09.12 | Сургут           | Югра-Самотлор      | 0 : 3 (20:25, 25:27, 19:25)        |
| 09.09.12 | Сургут           | Локомотив          | 1 : 3 (25:22, 18:25, 17:25, 24:26) |
| 19.09.12 | Новосибирск      | Газпром-Югра       | 0 : 3 (23:25, 21:25, 18:25)        |
| 20.09.12 | Новосибирск      | Грозный            | 0 : 3 (21:25, 22:25, 14:25)        |
| 21.09.12 | Новосибирск      | Югра-Самотлор      | 0 : 3 (22:25, 22:25, 17:25)        |
| 23.09.12 | Новосибирск      | Локомотив          | 0 : 3 (19:25, 17:25, 19:25)        |

### Чемпионат России
| Дата     | Место проведения | Команда противника | Счёт                                      |
| -------- | ---------------- | ------------------ | ----------------------------------------- |
| 27.10.12 | Дома             | Динамо-ЛО          | 3 : 0 (25:22, 25:15, 25:21)               |
| 28.10.12 | Дома             | Динамо-ЛО          | 0 : 3 (26:28, 15:25, 18:25)               |
| 03.11.12 | В гостях         | Енисей             | 3 : 2 (25:16, 18:25, 21:25, 25:22, 18:16) |
| 04.11.12 | В гостях         | Енисей             | 0 : 3 (22:25, 20:25, 20:25)               |
| 17.11.12 | В гостях         | Нефтяник           | 2 : 3 (18:25, 25:23, 15:25, 25:23, 15:17) |
| 18.11.12 | В гостях         | Нефтяник           | 1 : 3 (25:17, 16:25, 15:25, 21:25)        |
| 24.11.12 | В гостях         | Югра-Самотлор      | 0 : 3 (22:25, 24:26, 18:25)               |
| 25.11.12 | В гостях         | Югра-Самотлор      | 0 : 3 (20:25, 22:25, 17:25)               |
| 01.12.12 | В гостях         | МГТУ               | 3 : 0 (25:21, 25:19, 25:23)               |
| 02.12.12 | В гостях         | МГТУ               | 3 : 2 (27:25, 25:18, 23:25, 13:25, 23:21) |
| 08.12.12 | Дома             | Тюмень             | 2 : 3 (25:23, 20:25, 25:21, 25:27, 10:15) |
| 09.12.12 | Дома             | Тюмень             | 0 : 3 (23:25, 17:25, 19:25)               |
| 15.12.12 | В гостях         | НОВА               | 0 : 3 (18:25, 20:25, 19:25)               |
| 16.12.12 | В гостях         | НОВА               | 3 : 1 (25:18, 14:25, 25:17, 26:24)        |
| 22.12.12 | В гостях         | Урал-2             | 0 : 3 (21:25, 19:25, 24:26)               |
| 23.12.12 | В гостях         | Урал-2             | 1 : 3 (28:26, 14:25, 19:25, 21:25)        |
| 05.01.13 | Дома             | Ока                | 3 : 1 (25:14, 25:17, 19:25, 25:20)        |
| 06.01.13 | Дома             | Ока                | 3 : 0 (25:22, 25:18, 25:19)               |
| 12.01.13 | В гостях         | Локомотив-Изумруд  | 1 : 3 (16:25, 30:28, 20:25, 16:25)        |
| 13.01.13 | В гостях         | Локомотив-Изумруд  | 0 : 3 (11:25, 12:25, 15:25)               |
| 19.01.13 | Дома             | Динамо-Янтарь      | 3 : 1 (25:12, 23:25, 25:11, 25:19)        |
| 20.01.13 | Дома             | Динамо-Янтарь      | 3 : 1 (16:25, 25:20, 25:22, 25:19)        |
| 02.02.13 | Дома             | Югра-Самотлор      | 2 : 3 (25:27, 25:17, 17:25, 25:22, 13:15) |
| 03.02.13 | Дома             | Югра-Самотлор      | 3 : 1 (25:15, 14:25, 29:27, 25:19)        |
| 09.02.13 | В гостях         | Динамо-ЛО          | 1 : 3 (19:25, 15:25, 25:15, 17:25)        |
| 10.02.13 | В гостях         | Динамо-ЛО          | 0 : 3 (21:25, 19:25, 20:25)               |
| 16.02.13 | Дома             | Енисей             | 0 : 3 (23:25, 20:25, 24:26)               |
| 17.02.13 | Дома             | Енисей             | 0 : 3 (21:25, 17:25, 19:25)               |
| 02.03.13 | Дома             | Нефтяник           | 1 : 3 (25:17, 19:25, 19:25, 18:25)        |
| 03.03.13 | Дома             | Нефтяник           | 0 : 3 (20:25, 17:25, 21:25)               |
| 09.03.13 | Дома             | МГТУ               | 3 : 0 (25:12, 25:20, 25:12)               |
| 10.03.13 | Дома             | МГТУ               | 3 : 1 (20:25, 25:23, 25:18, 25:16)        |
| 16.03.13 | В гостях         | Тюмень             | 2 : 3 (25:23, 22:25, 25:19, 16:25, 6:15)  |
| 17.03.13 | В гостях         | Тюмень             | 0 : 3 (17:25, 11:25, 17:25)               |
| 23.03.13 | Дома             | НОВА               | 3 : 0 (25:21, 25:19, 25:23)               |
| 24.03.13 | Дома             | НОВА               | 3 : 2 (20:25, 28:30, 25:23, 26:24, 16:14) |
| 06.04.13 | Дома             | Урал-2             | 2 : 3 (25:23, 20:25, 21:25, 25:22, 13:15) |
| 07.04.13 | Дома             | Урал-2             | 3 : 2 (22:25, 26:24, 15:25, 25:20, 15:12) |
| 13.04.13 | В гостях         | Ока                | 3 : 1 (25:20, 20:25, 25:19, 25:23)        |
| 14.04.13 | В гостях         | Ока                | 3 : 0 (25:22, 25:21, 25:18)               |
| 20.04.13 | Дома             | Локомотив-Изумруд  | 3 : 1 (25:23, 25:23, 20:25, 25:23)        |
| 21.04.13 | Дома             | Локомотив-Изумруд  | 0 : 3 (12:25, 23:25, 23:25)               |
| 27.04.13 | В гостях         | Динамо-Янтарь      | 1 : 3 (16:25, 21:25, 25:17, 22:25)        |
| 28.04.13 | В гостях         | Динамо-Янтарь      | 1 : 3 (16:25, 20:25, 25:19, 13:25)        |

#### Турнирная таблица
|                                       | И  | В  | П  | 3:0 | 3:1 | 3:2 | 2:3 | 1:3 | 0:3 | С/П    | О  |
| ------------------------------------- | -- | -- | -- | --- | --- | --- | --- | --- | --- | ------ | -- |
| 1. «Тюмень»                           | 44 | 33 | 11 | 18  | 10  | 5   | 0   | 8   | 3   | 107:53 | 94 |
| 2. «Динамо-ЛО» (Сосновый Бор)         | 44 | 30 | 14 | 17  | 11  | 2   | 5   | 3   | 6   | 103:57 | 93 |
| 3. «Енисей» (Красноярск)              | 44 | 31 | 13 | 12  | 10  | 9   | 7   | 2   | 4   | 109:67 | 91 |
| 4. «Югра-Самотлор» (Нижневартовск)    | 44 | 30 | 14 | 17  | 6   | 7   | 4   | 5   | 5   | 103:62 | 87 |
| 5. «Нефтяник» (Оренбург)              | 44 | 29 | 15 | 14  | 12  | 3   | 2   | 8   | 5   | 99:63  | 86 |
| 6. «Урал»-2 (Уфа)                     | 44 | 24 | 20 | 8   | 9   | 7   | 7   | 8   | 5   | 94:83  | 72 |
| 7. «Локомотив-Изумруд» (Екатеринбург) | 44 | 23 | 21 | 9   | 7   | 7   | 3   | 7   | 11  | 82:84  | 65 |
| 8. СДЮШОР-«Локомотив» (Новосибирск)   | 44 | 18 | 26 | 6   | 8   | 4   | 5   | 7   | 14  | 71:94  | 55 |
| 9. НОВА (Новокуйбышевск)              | 44 | 18 | 26 | 10  | 3   | 5   | 4   | 7   | 15  | 69:91  | 53 |
| 10. МГТУ (Москва)                     | 44 | 13 | 31 | 4   | 6   | 3   | 6   | 13  | 12  | 64:105 | 42 |
| 11. «Динамо-Янтарь» (Калининград)     | 44 | 8  | 36 | 2   | 4   | 2   | 10  | 10  | 16  | 54:116 | 32 |
| 12. «Ока» (Калуга)                    | 44 | 7  | 37 | 1   | 3   | 3   | 4   | 11  | 22  | 40:120 | 22 |

### Состав СДЮШОР
| Имя                  | Поз          | Год рождения |
| -------------------- | ------------ | ------------ |
| Максим Куликов       | Блокирующий  | 1992         |
| Илья Быковский       | Блокирующий  | 1993         |
| Дмитрий Красильников | Связующий    | 1988         |
| Богдан Гливенко      | Диагональный | 1992         |
| Иван Комаров         | Доигровщик   | 1992         |
| Сергей Анойкин       | Блокирующий  | 1988         |
| Константин Гаврилов  | Диагональный | 1993         |
| Алексей Тертышников  | Доигровщик   | 1993         |
| Павел Таюрский       | Доигровщик   | 1991         |
| Алексей Кабешов      | Либеро       | 1991         |
| Константин Осипов    | Связующий    | 1992         |

Главный тренер — Владимир Гудима